# Zgoda (gmina Żychlin)
Zgoda – wieś w Polsce położona w województwie łódzkim, w powiecie kutnowskim, w gminie Żychlin.
W latach 1975–1998 miejscowość należała administracyjnie do województwa płockiego.
Integralna część Zgody nosi nazwę Oleszcze.